# Arimofa
 (décembre 2016).
L’Arimofa était une automobile allemande fabriquée entre 1921 et 1922 par le constructeur Ari Motorfahrzeugbau GmbH installé à Plauen.
L'entreprise commença par produire des « cyclecars » 4/12-PS équipés d'un moteur boxer 12 ch. à deux cylindres fabriqué par le fabricant Steudel avec suspension indépendante avant. Ils furent construits en nombre limité avant qu'Arimofa ne se tourne vers la fabrication de motos. De 1923 à 1925, le constructeur produisit le Ari, une motocyclette à deux temps.

## Sources
- Werner Oswald, Deutsche Autos 1920-1945, Motorbuch-Verlag, Stuttgart , 10e édition, 1996, page 434  (ISBN 3-87943-519-7).